# Sergej Prjachin
Sergej Aleksandrovič Prjachin (in russo Сергей Александрович Пряхин?; Balakovo, 16 dicembre 2002) è un calciatore russo, centrocampista del Baltika.

## Carriera
Cresciuto nel settore giovanile del CSKA Mosca, non debutta mai in prima squadra. Dopo una stagione in prestito al Kajrat Mosca, si trasferisce con la medesima formula al Baltika che lo riscatta per la stagione seguente da disputare in Prem'er-Liga.

## Palmarès

### Club

#### Competizioni nazionali
- Pervaja Liga: 1

Baltika: 2024-2025